# قهرمان تاریکی
قهرمان تاریکی (به انگلیسی: Brave the Dark) یک فیلم درام آمریکایی محصول سال ۲۰۲۳ که بر اساس یک رویداد واقعی به کارگردانی دامیان هریس و با بازی جرد هریس و نیکلاس همیلتون ساخته شده است. اولین نمایش این فیلم در جشنواره بین‌المللی فیلم هارتلند در اکتبر ۲۰۲۳ انجام شد.
در حال حاضر این فیلم قرار است در ۲۴ ژانویه ۲۰۲۵ در ایالات متحده اکران شود.

## داستان
فیلم براساس داستانی واقعی روایت شده و در مورد یک نوجوان بی‌خانمان به نام نیت می‌باشد که در تلاش است تا شجاعت مقابله با گذشته تاریک خود را پیدا کند. در این میان وقتی نیت با مشکل مواجه می‌شود معلمی مهربان و محبوب به نام استن دین تصمیم می‌گیرد به او کمک کند. حال استن در خانه خود از نیت استقبال می‌کند، اما هیچ‌کس او را برای سفر سختی که پیش‌رو دارد یا رازهای تاریکی که نیت پنهان می‌کند، آماده نکرده است و…

## ساخت
فیلمبرداری بین اواخر تابستان و پاییز ۲۰۲۱ انجام شد.